# A Invenção do Povo Judeu

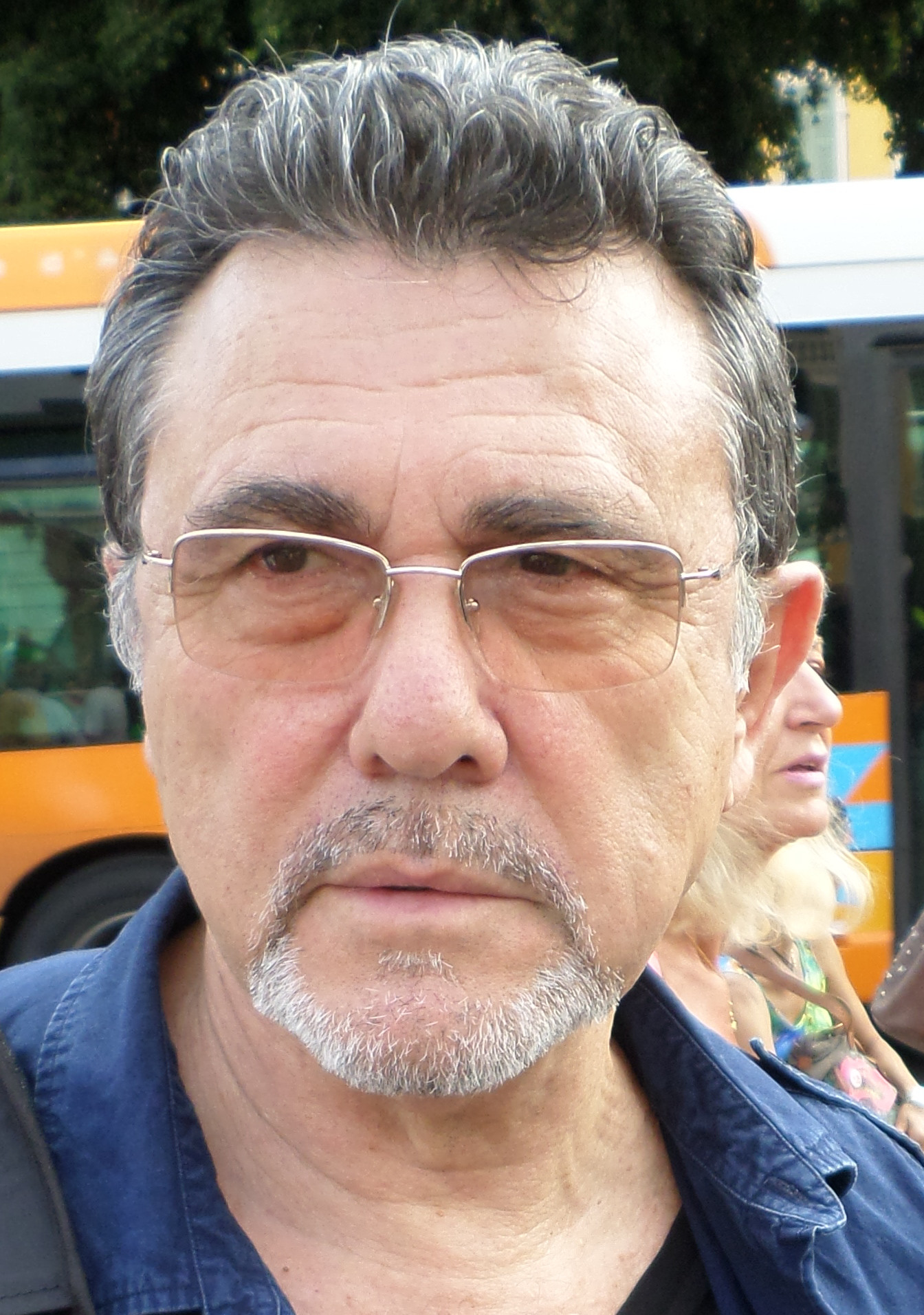
Foto de Shlomo Sand em 2014

A Invenção do Povo Judeu (em hebraico:  מתי ואיך הומצא העם היהודי?, Matai ve’ech humtza ha’am hayehudi?, literalmente Quando e como foi inventado o povo judeu?) é um estudo da historiografia judaica, escrito por Shlomo Sand, professor de História na Universidade de Tel Aviv. A obra tem gerado calorosos debates.
O livro esteve na lista dos mais vendidos em Israel durante 19 semanas. Ele foi reimpresso 3 vezes quando foi publicado em francês (Comment le peuple juif fut inventé, Fayard, Paris, 2008). Na França, recebeu o "Prix Aujourd'hui", o prêmio de jornalistas para obras de não-ficção política ou obra histórica. Uma tradução em inglês do livro foi publicada pela Verso Books, em outubro de 2009. O livro também foi traduzido para o alemão, italiano, português, árabe e russo. No final de 2009, traduções para outras línguas estavam em andamento. O livro já foi traduzido em mais línguas do que qualquer outro livro de história judaica.

## Resumo do livro
O professor Sand começou o seu trabalho observando os estudos de investigação sobre o exílio forçado dos judeus da área agora conhecida como Israel moderna e suas regiões vizinhas, ficando surpreso por não ter conseguido encontrar tal literatura, uma vez que a expulsão dos judeus da região é vista como um evento constitutivo da história judaica. A conclusão que veio a partir de sua investigação posterior, era de que a expulsão simplesmente não aconteceu, que ninguém exilou o povo judeu da região, e que a diáspora é, essencialmente, uma invenção moderna. O autor representa o surgimento de milhões de judeus em torno do Mediterrâneo e em outros lugares, como algo que surgiu principalmente através da conversão religiosa da população local, argumentando que o Judaísmo, ao contrário da opinião popular, era muito mais uma "religião de conversão" em tempos antigos. Ele sustenta que as conversões em massa foram primeiramente feitas pelos Asmoneus sob a influência do helenismo, e continuaram até o cristianismo ascender no quarto século depois de Cristo.

## As origens judaicas
Sand argumenta que, provavelmente, os ancestrais da maioria dos judeus contemporâneos decorram em maioria de fora da antiga Terra de Israel, dessa forma, uma "nação-raça" de judeus com uma origem comum nunca existiu. Assim como os cristãos mais contemporâneos, os muçulmanos são descendentes de pessoas convertidas, não dos primeiros cristãos e muçulmanos, e o judaísmo era originalmente, assim como seus dois primos, um proselitismo religioso. Muita da população judaica mundial presente hoje em dia é descendente de europeus, russos e grupos africanos.
De acordo com Sand, os judeus originais vivem em Israel e, ao contrário da crença popular, não foram exilados após a revolta de Barcoquebas. Sand argumenta que a maioria dos judeus não foram exilados pelo Romanos, ao contrário, foram autorizados a permanecer no país. Muitos judeus se converteram ao Islão após a conquista árabe da Palestina no séc. 7, e foram assimilados entre os conquistadores. O autor conclui que estes convertidos são os antepassados dos árabes palestinos contemporâneos. Sand escreve que a história do exílio foi um mito promovido pelo cristianismo primitivo para recrutar judeus à nova fé. Eles retrataram o evento como um castigo divino imposto sobre os judeus por terem rejeitado o evangelho cristão. Sand escreve que "Os cristãos queriam gerações posteriores de judeus para acreditar que os seus antepassados tinham sido exilados como um castigo de Deus".

## Ao povo judeu
As explicações de Sand sobre o nascimento do mito de um povo judeu como um grupo com uma origem étnica comum foi resumida da seguinte forma: "[a] certa altura, intelectuais do século 19 deram origem judaica na Alemanha, influenciados pelo carácter popular do nacionalismo alemão, tomaram para si a tarefa de inventar um povo "retrospectivamente," na sede de criar um povo judeu moderno. Para o historiador Heinrich Graetz, historiadores judeus começaram a desenhar a história do judaísmo como a história de uma nação que tinha sido um reino, tornou-se um povo errante e, finalmente, voltou-se e regressou à sua terra natal".
Nisto, escreve Sand, foram semelhantes a outros movimentos nacionalistas na Europa, no momento em que procurou a tranquilidade de uma Idade de Ouro em seu passado, para provar que existiu como um povo separado desde os primórdios da história. O povo judeu encontrou neles o que o autor chama de "o reino mítico de David". Antes desta invenção, diz ele, os judeus se consideravam judeus, porque eles compartilhavam uma religião comum, e não um fundo comum étnico.

## Retorno do exílio, o sionismo
Sand acredita que a ideia de judeus sendo obrigados a regressar do exílio à Terra Prometida era estranha ao judaísmo antes do nascimento do sionismo, e os lugares santos eram vistos como lugares de peregrinação, não como habitações. Pelo contrário, durante 2.000 anos os judeus ficaram longe de Jerusalém porque a sua religião os proibia de regressar até que o Messias voltasse. De acordo com Sand, a ancestralidade europeia central e oriental dos judeus decorre fortemente de medievais turcos cazares que se converteram ao judaísmo, uma teoria que foi popularizada num livro escrito por Arthur Koestler, em 1976.

## Objetivos do livro
Durante uma entrevista concedida ao The Observer, Sand explicou seus motivos para escrever o livro: "Escrevi o livro com um duplo propósito. Primeiro, como israelense, para democratizar o Estado, para torná-lo uma verdadeira república. Segundo, eu escrevi o livro contra o essencialismo judaico." 
Na mesma entrevista, Sand explicou o significado de 'essencialismo judaico'. Nas palavras do entrevistado, é "a tendência, presente no judaísmo moderno, a fazer da etnicidade compartilhada a base para a fé".  "Isso é perigoso e nutre o antissemitismo. Eu estou tentando normalizar a presença judaica na história e na vida contemporânea", disse Sand.

## Recepção da obra
O livro de Sand tem provocado uma série de reações favoráveis e contrárias, segundo diferentes perspectivas.

### Como obra de história
Em um comentário publicado no Haaretz, Israel Bartal, decano da Faculdade de Letras da Universidade Hebraica, escreve que as alegações de Sand sobre o sionismo e a historiografia israelense contemporânea são infundadas e tachou o trabalho de "bizarro e incoerente", considerando que  "... o tratamento das fontes judaicas é constrangedor e humilhante". Segundo Bartal, "nenhum historiador do movimento nacional judaico jamais acreditou realmente que as origens dos judeus fossem étnica e biologicamente 'puras'." Bartal escreve que Sand aplica posições acadêmicas marginais a todo o corpo da historiografia judaica e, ao fazer isso, "nega a existência de posições centrais na erudição histórica judaica." Sand, por exemplo, não menciona o fato de que, a partir de 2000, uma equipe de pesquisadores da Universidade Hebraica de Jerusalém trabalhou na produção de um estudo de três volumes sobre a história dos judeus da Rússia. Ele acrescenta que "o tipo de intervenção política que está a falar Sand, ou seja, um programa projetado para fazer os israelenses esquecerem, deliberadamente, as verdadeiras origens biológicas dos judeus da Polônia e da Rússia, ou de uma diretiva para a promoção da história dos judeus ou do exílio de sua terra natal, é pura fantasia".
A historiadora Anita Shapira acusa Sand de regularmente "agarrar teoria mais heterodoxo" em um campo, em seguida, esticando-o "aos limites da lógica e além" durante o levantamento de Sand de três mil anos de história.  Shapira diz que o programa político do Sand torna o livro uma tentativa de "arrastar a história em um argumento tópico, e com a ajuda de informações falsas e meias-verdades para adaptá-la às necessidades de uma discussão política".
Um crítico do livro chamou-a, em parte, uma versão reciclada de A Décima Terceira Tribo, um outro livro com uma tese polêmica sobre a gênese do povo judeu, publicado em 1976 por Arthur Koestler. "'A Décima Terceira Tribo' foi recebido com frieza pela crítica, e o sr. Sand que está retornando em seu argumento central não tem se saído muito melhor", comentou Evan R. Goldstein. Não é suficiente saber sobre a demografia do século XIII do leste europeu judeu, o que torna uma afirmação como a de Sand ousada.
Em resposta às críticas dos aspectos do livro que tratam de história, David Finkel escreveu que o capítulo do livro em 'Mythistory' é "onde Sand acerta o passo totalmente. Ele não é mais sobre história judaica, mas sim uma historiografia que é decisiva, em outras palavras a história da história, as formas e os efeitos para os quais a história veio a ser escrita". Finkel argumentou que Bartal "disputa um pouco da história Sand", mas focado em sua historiografia", e sugeriu, "não é que tudo isto precisamente prova o ponto de Sand? Os intelectuais profissionais, ...não têm necessidade de mitos crus. Mas isso não impede que cada governo israelense, de direita, centro ou "esquerda", através do qual muitos desses intelectuais podem rodar como ministros, assessores ou porta-vozes, de justificar grilagem de terras, assentamentos e demolição de casas palestinas em toda 'Grande Jerusalém sob a bandeira da "capital eterna do povo judeu.'""
Carlo Strenger refere o livro de Sand como "não é uma obra pura da história". Ele escreveu em um artigo de opinião para o jornal Haaretz, onde ele afirma que "na verdade, ele tem uma agenda claramente política. ...Pode vir como uma surpresa para alguns que não leram o livro que o objetivo de Sand é preservar Israel como uma democracia possuidora de um caráter judaico baseado em uma maioria judaica."

### Como argumento sobre a identidade judaica
Escrevendo para The New Republic, Hillel Halkin chama as afirmações feitas no livro de "o oposto exato da verdade" e continua a dizer que "os crentes judeus ao longo dos séculos nunca duvidaram por um momento que eles pertenciam a am yisra'el, um povo de Israel, e nem nos tempos modernos existem não-crentes judeus com fortes identidades judaicas. É precisamente isto que constitui tal identidade. Longe de inventar a seu povo judaico, o sionismo foi uma moderna re-conceituação do mesmo que foi baseado em sua existência de longa data anterior."
O historiador britânico Simon Schama, revisando o livro dentro do Financial Times, afirmou que não entende o que diz Sand sobre os judeus na diáspora, especificamente, que ele acha que "os cazares, na Ásia Central reino que, por volta do século X, foi convertido para o judaísmo, foram retirados da narrativa principal por causa da implicação embaraçosa de que os judeus atuais podem ser descendentes de turcos convertidos.""  Schama apontou que, ao contrário, quando ele era uma criança, "os cazares eram conhecidos por cada menina e menino judeu em meu bairro, Golders Green, e em outras partes remotas da diáspora, e ao invés de evadi-los, os comemoravam."  A suposição acrítica "que todos os judeus são descendentes linearmente a partir do único estoque racial de antigos hebreus" é "uma posição que ninguém que pensou um pouco sobre a história dos judeus sonharia em tomar",  Schama continua, "sentido que Sand se queixa contra os mitos em que a direita, exclusivamente judaica, diz sobre a imigração israelense completa, aterrada a aqueles muitos que, querem ver uma Israel mais liberal e secular incondicionalmente compartilhada. Mas seu livro persegue estes objetivos através de uma afirmação sensacionalista que de alguma forma, há uma verdade sobre a cultura e história judaicas, especialmente a de que o 'exílio que nunca aconteceu", foi suprimida no interesse da raça pura demandas da ortodoxia sionista. Isto, para dizer o mínimo, é um exagero."  Enquanto revisava passou a fazer outras críticas do livro. Sand respondeu a crítica Schama em seu site, resumindo a metodologia utilizada: "uma das técnicas mais eficazes adotadas para ridicularizar ou marginalizar  um oponente ideológico  é criar uma versão caricatural e extremista de sua tese. Alguns historiadores sionistas tornaram-se mestres do passado com tais métodos e Simon Schama parece querer imitá-los em sua revisão do meu livro."
O historiador e autor britânico, Sir Max Hastings, em sua revisão para o Sunday Times, escreve que Sand "justamente deplora a ânsia de fanáticos ao insistir sobre a verdade histórica dos acontecimentos convenientes para a política moderna, em desafio de evidências ou de probabilidade... Mas Sand, cujo título é estupidamente provocador, mostra falta de compaixão para com a situação dos judeus." Hastings continua, afirmando que "é possível aceitar a sua visão de que não há ligação genética comum tanto entre os judeus do mundo ou com as antigas tribos de Israel, ao mesmo tempo, confiando a evidência dos sentidos próprios que existem notáveis comuns características judaicas - de fato, um gênio judaico - que não podem ser explicadas apenas pela religião." Nota Hasting que "Sand produz alguns argumentos formidáveis sobre o que os judeus não podem ser, mas ele não consegue explicar o que é que eles são." Hastings conclui que "O livro serve de aviso sobre sionistas: se um historiador israelense pode exibir essas dúvidas plausíveis sobre aspectos importantes da lenda israelense, qualquer árabe hostil ao Estado de Israel pode explorar um campo fértil de fato".

### Como um argumento sobre a posição da "história judaica" em universidades israelenses
Alguns historiadores do Judaísmo, disseram que Sand está lidando com assuntos sobre os quais ele não tem conhecimento e que baseia seu livro em trabalhos que ele é incapaz de ler nas línguas originais. A maior parte do livro trata sobre a questão de onde os judeus vieram, em vez de questões de nacionalismo judaico moderno e - de acordo com Sand - invenção moderna do povo judeu".
O problema com o ensino de história em Israel, disse Sand, remonta a uma decisão, em 1930, para separar a história em duas disciplinas: história geral e história judaica. Em história judaica foi assumida a necessidade de seu próprio campo de estudo, já que a experiência judaica foi considerada única.
Sand admite que ele é "um historiador da França e da Europa, e não do período antigo..." e que ele "foi criticado em Israel por escrever sobre a história judaica, sendo que a história europeia é a minha especialidade. Mas um livro como este precisava de um historiador que esteja familiarizado com os padrões, conceitos históricos de investigação utilizados pela academia no resto do mundo".
"Não há nenhum departamento judaico de política ou sociologia nas universidades. Apenas a história é ensinada desta forma, e permitiu que especialistas em história judaica vão viver em um mundo insular e muito conservador, onde eles não são tocados por desenvolvimentos modernos na pesquisas históricas".

### Na controvérsia entre geneticistas sobre a origem dos asquenazes
Em junho de 2010, um artigo na revista Newsweek intitulado "DNA dos filhos de Abraão" afirmou, através de análises genéticas dos séculos, que as alegações no artigo foram revividas pelo livro e, que os judeus europeus modernos são descendentes de cazares, um grupo turco, e não a partir do Oriente Médio: "O DNA tem falado: não". O artigo do New York Times sobre os mesmos estudos, observa e "refutar a sugestão feita no ano passado pelo historiador Shlomo Sand, em seu livro A Invenção do Povo Judeu que os judeus não têm origem comum, mas são uma miscelânea de pessoas da Europa e Ásia Central, que se converteram ao judaísmo em vários momentos". Michael Balter, revendo o estudo publicado na revista Science, diz o seguinte:
… Shlomo Sand da Universidade de Tel Aviv, em Israel argumenta em seu livro A Invenção do Povo Judeu, traduzidos em inglês no ano passado, que a maioria dos judeus modernos não descende da antiga Terra de Israel, mas de grupos que assumiram identidades judaicas muito tempo depois.

Tais noções, no entanto, se chocam com vários estudos recentes que sugerem que o judaísmo, incluindo a versão asquenaze, tem profundas raízes genéticas. Em que autores reivindicam o estudo mais completo até o momento, uma equipe liderada pelo geneticista Harry Ostrer da New York University School of Medicine concluiu que todos os três grupos-médio orientais judeus, sefarditas e asquenazes compartilham genoma, marcadores genéticos que distinguem os de outras populações em todo o mundo.
Ostrer disse, "Eu espero que essas observações espalhem a ideia de que o judaísmo é apenas uma construção cultural para remanescer." No entanto, o geneticista Noah Rosenberg, da Universidade de Michigan, Ann Arbor, diz que, embora o estudo "não pareça suportar" a hipótese do Khazar, é a de que "não tenha a sua total eliminação."
Shlomo Sand contestou a alegação de que seu livro tenha sido contrário a recente pesquisa genética publicada no periódico Nature e no American Journal of Human Genetics. Em um posfácio para a nova edição em brochura de A Invenção do Povo Judeu, Sand escreve:
Esta tentativa de justificar o sionismo através da genética é uma reminiscência dos procedimentos do final do século XIX, dos antropólogos que muito cientificamente estabelecidos para descobrir as características específicas dos europeus. A partir de hoje, nenhum estudo com base em amostras de DNA anônimos conseguiu identificar um marcador genético específico para os judeus, e isto é provável que este estudo jamais saberá. É uma ironia amarga para ver os descendentes sobreviventes do holocausto, estabelecidos para encontrar uma identidade biológica judaica: Hitler certamente teria estado muito contente! E é ainda mais repulsivo que este tipo de pesquisa deva ser realizada em um estado que tem travado há anos uma política declarada de "judaização do país", em que ainda hoje um judeu não tem permissão para se casar com um não-judeu.
No artigo "The Missing Link of Jewish European Ancestry: Contrasting the Rhineland and the Khazarian Hypotheses" (em português: "O elo perdido da ascendência judaica europeia: comparação entre as hipóteses da renana e  khazariana"), publicado na revista Genome Biology and Evolution , da Oxford University Press, o Dr. Eran Elhaik,  apresenta uma análise completa dos dados genéticos  publicados em estudos anteriores. Ele afirma que "minha pesquisa refuta 40 anos de estudos genéticos que assumiram que os judeus constituem um grupo  geneticamente isolado de outras nações". De acordo com as descobertas de seu estudo, o  genoma os judeus da Europa é principalmente oriundo da Europa Ocidental. "[Eles são] principalmente de origem europeia ocidental e têm suas raízes no Império Romano, no Oriente Médio, provavelmente na Mesopotâmia, embora seja possível que parte desse componente pode ser atribuída a judeus israelenses", disse ao jornal israelense Ha'aretz.
Na publicação do estudo de Elhaik, o Haaretz procurou historiadores e geneticistas para comentar, mas apenas recebeu a resposta de Sand, que foi altamente crítico dos 'geneticistas procurando genes judeus'. A disciplina, ele afirmou, parece 'coroada com uma auréola - como uma ciência exata que lida com resultados quantitativos e cujas conclusões são irrefutáveis' e, ainda assim, ele se refere aos geneticistas como deficientes no conhecimento da história, assim como de sua disciplina. Geneticistas, ele afirma, adaptam suas descobertas acadêmicas à narrativa histórica que herdaram, de que existe uma nação judaica. Procurar um gene comum, que defina um povo ou nação, tal como os alemães já fizeram para defender os seus laços de sangue étnicos, é perigoso. É uma ironia da história que, no passado, aqueles que definiam os judeus como uma raça fossem tachados de antissemitas, e que, agora, afirmações em contrário são tidas como antissemitas. Tanto na pesquisa histórica quanto em genética, ele argumenta: "É muito fácil demonstrar certas descobertas marginalizando os outros para apresentar o seu estudo como pesquisa acadêmica".

### Outras opiniões
Escrevendo no The Financial Times, o historiador britânico Tony Judt, comentou: "Shlomo Sand escreveu um livro notável. Legalmente, na prosa acadêmica que ele tem, pura e simplesmente, a normalização da história judaica". O historiador britânico Eric Hobsbawm selecionou livro de Sand como um dos seus "Livros do Ano" para 2009: "Shlomo Sand  A Invenção do Povo Judeu (Verso) é um exercício de boas-vindas e, no caso de Israel, tão necessária no desmantelamento do mito histórico nacionalista e um apelo a Israel que pertença igualmente a todos os seus habitantes. Talvez, livros combinando paixão e erudição não mudem situações políticas, mas se eles fizessem, este seria considerado um marco".
Na mesma linha, o historiador israelense, Tom Segev, diz sobre o livro de Sand "destina-se promover a ideia de que Israel deveria ser um 'estado de todos os seus cidadãos' - judeus, árabes e outros - em contraste com a sua identidade declarada como um estado 'judeu e democrático'". Segev acrescenta que o livro é geralmente "bem escrito" e inclui "numerosos fatos e ideias que muitos israelenses ficaram surpresos ao ler pela primeira vez".